# 愛的進行式 (專輯)
《愛的進行式》是台灣歌手陳淑樺的第三十二張專輯，也是她在滾石唱片時期唯一一張精選輯，於1994年1月27日推出。此專輯中的主打歌《問》是她的著名作品之一。

## 曲目
| 曲序 | 曲名                   | 曲          | 詞     | 編曲        | 附註 |
| 01   | 愛的進行式             | 李宗盛      | 李宗盛 | 周國儀      | 第一主打 華視電視劇《歡喜樓》片尾曲 粵語版為林忆莲《对不起了爱》                                                |
| 02   | 夢田                   | 翁孝良      | 三毛   |             | |
| 03   | 問                     | 李宗盛      | 李宗盛 | 梁伯君      | 第二主打 電影《詠春》插曲 粵語版為蘇慧倫《少女問》                                                              |
| 04   | 夢醒時分               | 李宗盛      | 李宗盛 | 李正帆      | 電影《夢醒時分》插曲 粵語版為鄭秀文《思念》                                                                     |
| 05   | 萍水相逢（周華健合唱） | Alan Menken | 厲曼婷 | 鮑比達      | 迪士尼經典動畫長片《阿拉丁》中文主題曲 改編自Brad Kane與Lea Salonga的《A Whole New World》 粵語版為《新的世界》 |
| 06   | 這樣愛你對不對         | 李宗盛      | 李宗盛 | 鮑比達      | 電影《莎莎嘉嘉站起來》主題曲 粵語版為葉蒨文《春風秋雨》                                                         |
| 07   | 滾滾紅塵               | 羅大佑      | 羅大佑 | Carli Fabio | 電影《滾滾紅塵》主題曲 粵語版為袁鳳瑛《滾滾紅塵》                                                               |
| 08   | 情關                   | 陳煥昌      | 陳煥昌 |             | 台視電視劇《末代兒女情》主題曲                                                                                  |
| 09   | 笑紅塵                 | 李宗盛      | 厲曼婷 | 鮑比達      | 電影《東方不敗之風雲再起》主題曲 粵語版為《做個真的我》                                                         |
| 10   | 無言的表示             | 羅大佑      | 羅大佑 | 李正帆      | 電影《國中女生》主題曲 粵語版為袁鳳瑛《吉卜賽情人》和呂方《不遠的從前》                                         |
| 11   | 聰明糊塗心             | 鄭華娟      | 鄭華娟 | 李正帆      | 台視電視劇《江湖再見》片尾曲                                                                                    |
| 12   | 流光飛舞               | 黃霑        | 黃霑   | 雷頌德      | 電影《青蛇》主題曲 粵語版為《流光飛舞》                                                                         |

## 唱片版本
- CD版
- 錄音帶版
- 黑膠版

## 音樂錄影帶
| 歌名       | 執導   |
| ---------- | ------ |
| 愛的進行式 | 馬宜中 |
| 問         | -      |